# Daddy-O
Daddy-O er en dansk kortfilm fra 2006, der er instrueret af Esben Larsen efter manuskript af ham selv og Lars Hvidberg.

## Handling
Da Morten flytter sammen med sin kæreste, får han en indflyttergave med vidtrækkende konsekvenser. Er det slut med rocknroll? En skræmmende tanke når man er rocknroller.